# Норт-Сент-Пол (город, Миннесота)
Норт-Сент-Пол (англ. North St. Paul) — город в округе Рамси, штат Миннесота, США. На площади 7,8 км² (7,5 км² — суша, 0,3 км² — вода), согласно переписи 2002 года, проживают 11 929 человек. Плотность населения составляет 1595,5 чел./км².
- Телефонный код города — 651
- Почтовый индекс — 55109
- FIPS-код города — 27-47221[1]
- GNIS-идентификатор — 0648686[2]